# Петя Пендарева
Петя Москова Пендарева (20 януари 1971, Казанлък – 7 януари 2025, Казанлък) е българска лекоатлетка. Състезавала се е в Атлетик (Казанлък).
Треньорът на Пендарева се казва Детелин Маслов. 
Пендарева е №2 във вечната рангклиста на 60 м в зала със 7.04 сек. (2001 г.) и №5 на 100 м на открито с 11,12 сек. (1998 г.).
На Световните първенства на открито има четири полуфинала - 100 м (1999) и три поредни на 200 м (1993, 1995, 1997).
След преустановяването на състезателната си кариера, Петя става треньор в Казанлък и основава собствен клуб с нейното име СКА „Пендарева“. След продължитеното отсъствие от пистата заради боледуването си тя поверява работата си в клуба на нейната ученичка и треньорка Габриела Тенева.
Умира на 7 януари 2025 година след продължително боледуване.

## Постижения
| Година | Състезание                   | Град, Държава       | Място | Дисциплина       | Резултат                |
| ------ | ---------------------------- | ------------------- | ----- | ---------------- | ----------------------- |
| 1990   | Световно юношеско първенство | Пловдив, България   | 21-во | 100 м            | 12.04 (вятър: +1.1 m/s) |
| 1990   | Световно юношеско първенство | Пловдив, България   | 6th   | 4 × 100 м щафета | 45.64                   |
| 1994   | Европейско първенство        | Хелзинки, Финландия | 6-о   | 100 м            | 11.41 (вятър: +0.6 m/s) |
| 1994   | Европейско първенство        | Хелзинки, Финландия | 3то   | 4 × 100 м щафета | 43.00                   |
| 1998   | Европейско първенство        | Будапеща, Унгария   | 6-о   | 100 м            | 11.12                   |
| 1999   | Световно първенство в зала   | Маебаши, Япония     | 6-о   | 60 м             | 7.12                    |
| 2000   | Европейско първенство в зала | Гент, Белгия        | 2-ро  | 60 м             | 7.11                    |
| 2001   | Световно първенство в зала   | Лисабон, Португалия | 6-о   | 60 м             | 7.16                    |

- Олимпийски игри в Атланта: 1996 (квалификация)
- Световно първенство: полуфинал през 1999 г.

### Най-добри лични постижения
- 50 м (зала) – 6.14 сек. (1999)
- 60 м (зала) – 7.04 сек. (1999)
- 100 м – 11.12 сек. (1998)
- 200 м – 22.78 сек. (1993)